# Hannibal (phim truyền hình)
Hannibal là một bộ phim truyền hình nhiều tập thuộc thể loại trinh thám có hơi hướng kinh dị của Mỹ, sản xuất năm 2012 và được phát triển bởi Bryan Fuller cho kênh truyền hình NBC. Bộ phim dựa trên những nhân vật và các tình tiết xảy ra trong cuốn tiểu thuyết Red Dragon và The Silence of the Lambs của Thomas Harris với một bối cảnh hiện đại và tập trung vào  mối quan hệ phức tạp giữa Will Graham, điều tra viên đặc biệt của FBI và Tiến sĩ Hannibal Lecter, một sát nhân ăn thịt người dưới lớp vỏ bác sĩ tâm lý, giúp Will và FBI điều tra chân tướng nhiều vụ án nhưng thực chất là để đánh lạc hướng điều tra và gieo rắc thêm cái ác. David Slade điều hành sản xuất và chỉ đạo mùa thí điểm, với tập phim đầu tiên được công chiếu trên kênh NBC ngày 04 Tháng Tư năm 2013. Series đã có 3 mùa phim, mỗi mùa phim đều có 13 tập. Dù những người hâm mộ của series vẫn rất háo hức mong chờ, chưa có xác nhận chính thức nào cho việc sản xuất mùa 4 từ phía nhà sản xuất và đài NBC.
Bộ phim đã nhận được nhiều phản hồi tích cực từ giới phê bình, trong đó có giải Saturn Award cho Series phim truyền hình tốt nhất, và hai diễn viên chính giành giải Diễn viên xuất sắc nhất.

## Diễn viên & Nhân vật

### Các vai chính
- Hugh Dancy vai Will Graham, một nhân viên đặc biệt của FBI có khả năng thấu cảm với tội phạm và hình dung lại quá trình hung thủ gây án tại hiện trường để truy tìm những tội phạm giết người hàng loạt.
- Mads Mikkelsen vai Tiến sĩ Hannibal Lecter, một bác sĩ tâm lý đạo mạo và biến thái, chuyên gia ẩm thực, ăn thịt đồng loại và sát nhân hàng loạt.
- Dhavernas Caroline vai Tiến sĩ Alana Bloom, giáo sư tâm lý học và cố vấn hồ sơ cho FBI.
- Laurence Fishburne vai Jack Crawford, Chỉ huy đặc biệt đội đặc vụ, người đứng đầu Khoa học hành vi tại FBI và người chịu trách nhiệm cho việc Will tham gia phá án.

### Các nhân vật khác
- Lara Jean Chorostecki vai Fredricka "Freddie" Lounds, một blogger chuyên đăng tin giật gân, người điều hành trang web TattleCrime viết thực về hành vi tiêu cực của tội phạm.
- Hettienne Park vai Đặc vụ Beverly Katz, một Chuyên gia điều tra pháp y về phân tích tế bào.
- Scott Thompson vai Jimmy Price, một điều tra viên hiện trường tội phạm, chuyên về dấu vân tay tiềm ẩn.
- Aaron Abrams vai Brian Zeller, một điều tra viên hiện trường tội phạm.
- Kacey Rohl vai Abigail Hobbs, con gái của kẻ giết người hàng loạt Garrett Jacob Hobbs, có mối quan hệ phức tạp như cha - con với Lecter.
- Gina Torres vai Phyllis "Bella" Crawford, vợ của Jack Crawford, người bị ung thư phổi giai đoạn cuối.
- Ellen Greene vai bà Komeda, một tiểu thuyết gia Boston và là bạn của Tiến sĩ Lecter.
- Raúl Esparza vai Tiến sĩ Frederick Chilton, quản lý của Bệnh viện điều trị phạm nhân thần kinh Baltimore.
- Gillian Anderson vai Tiến sĩ Bedelia Du Maurier, Bác sĩ tâm lý của Lecter.

## Sản xuất

### Hình thành
NBC bắt đầu phát triển Hannibal dài tập trong năm 2011 và cựu Đạo diễn của bộ phim Katie O'Connell có người bạn lâu năm Bryan Fuller (người trước đây đã từng là một nhà văn - nhà sản xuất phim Heroes của đài NBC) để viết một kịch bản thử nghiệm trong tháng 11. NBC cam kết hàng loạt các dự án tài chính trước khi Fuller hoàn thành kịch bản của mình. Vào ngày 14 tháng 2 năm 2012, NBC bỏ qua giai đoạn thí điểm phát hành từng tập , bằng cách cho ra hẳn 13 tập mùa ra mắt đầu tiên, và phim đã đi vào sản xuất khẩn trương sau đó.
Đạo diễn phim David Slade - 30 Days of Night, người trước đây đã nhận quyền chỉ đạo và điều hành sản xuất cho phim Awake của NBC. José Andrés đã được đặc biệt đưa vào dự án như một "tư vấn gia ẩm thực thịt người" và tư vấn bài trí hợp lý nội dung để chuẩn bị cho những cảnh quay liên quan đến nội tạng người trong nhà bếp.

### Thử vai
Diễn viên người Anh Hugh Dancy là diễn viên đầu tiên được thử vai, tham gia vào vai chính của đội điều tra hiện trường FBI - Graham, người tìm kiếm sự giúp đỡ từ Lecter tư vấn đối tượng gây án. Trong tháng 6 năm 2012, diễn viên Đan Mạch Mads Mikkelsen được chọn vào vai Lecter, suýt bị David Tennant đánh bại cho vai diễn này. Ngay sau đó, nam diễn viên Laurence Fishburne được chọn vào vai Chỉ huy hành vi khoa học FBI, Jack Crawford. Caroline Dhavernas và Hettienne Park cũng được chọn vai Tiến sĩ Alana Blomm, một cựu sinh viên của Hannibal Lecter và điều tra viên Beverly Katz. Các nhân vật khác cũng được chọn vai trong thời điểm này.

Áp phích phát hành phần 2 Will Graham

### Quay phim
Thời điểm bấm máy vào ngày 27 tháng 8 năm 2012. Quay ngoại cảnh diễn ra tại Toronto, Ontario, Canada.

## Nội dung các tập phim

### Phần 1 (13 tập)
- Lưu ý: Tiêu đề các tập phim lấy tên của các món ăn trong ẩm thực Pháp và có ý nghĩa tương ứng.

| STT các tập phim | STT lần phát hành | Tiêu đề        | Đạo diễn          | Biên kịch                                                                        | Ngày công chiếu                            | Mã sản phẩm | Lượng xem tại Mỹ (triệu) |
| --- | ----------------- | -------------- | ----------------- | -------------------------------------------------------------------------------- | ------------------------------------------ | ----------- | ------------------------ |
| 1 | 1                 | "Apéritif"     | David Slade       | Bryan Fuller                                                                     | 4 tháng 4 năm 2013                         | 101         | 4.36                     |
| Điều tra viên đặc biệt FBI - Will Graham (Hugh Dancy), người bị ám ảnh bởi khả năng nhìn thấu những kẻ giết người hàng loạt và hình dung lại tội ác của họ với chi tiết sống động, được Đặc vụ Jack Crawford (Laurence Fishburne)(người có quan tâm đặc biệt khả năng của Graham) yêu cầu ứng dụng vào cuộc điều tra một loạt các cô gái trẻ bị sát hại. Crawford và Graham phỏng vấn cha mẹ của cô gái mất tích gần đây nhất, để phát hiện ra rằng xác của cô gái đã được trả về phòng ngủ của cô. Graham đoán rằng đó là một cử chỉ hối lỗi của kẻ giết người. Crawford, được sự giới thiệu của Tiến sĩ Alana Bloom (Caroline Dhavernas), tìm sự giúp đỡ của bác sĩ tâm thần Hannibal Lecter (Mads Mikkelsen), người có một quan tâm đặc biệt tới khả năng của Graham. Một nạn nhân khác, cô gái Cassie Boyle, được phát hiện trên đồng trống, thủ phạm dùng cặp gạc nai đâm xuyên qua cơ thể nạn nhân từ sau lưng và gan của cô đã bị sát thủ lấy đi. Graham cho rằng thủ phạm của vụ này là một kẻ khác, một phiên bản dựa trên các hành vi quen thuộc của các vụ án giết người liên tiếp xảy ra gần đây. Tiến sĩ Lecter xuất hiện trong cảnh đang làm bếp và trên thớt là lá gan người còn tươi. Điều tra viên FBI - Beverly Katz (Hettienne Park) tìm thấy một sợi kim loại trên quần áo của nạn nhân khác, dẫn Graham và Tiến sĩ Lecteddesnse đến nơi làm việc cũ của Garrett Jacob Hobbs, một công ty xây dựng, và đã phát hiện hồ sơ cá nhân có vấn đề của Hobbs. Tiến sĩ Lecter bí mật thực hiện cuộc gọi đến Hobbs, cảnh báo rằng, "Họ đã biết". Lecter và Graham đến nhà Hobbs và thấy Hobbs đã giết vợ mình. Graham bắn Hobbs, nhưng trước đó Hobbs đã cắt cổ của con gái mình trước khi gục xuống. Sau đó, Graham và Lecter ngồi cạnh giường cô gái đang còn hôn mê trong phòng hồi sức của bệnh viện. |                   |                |                   |                                                                                  |                                            |             |                          |
| 2 | 2                 | "Amuse-Bouche" | Michael Rymer     | Jim Danger Gray                                                                  | 11 tháng 4 năm 2013                        | 103         | 4.38                     |
| Bây giờ, điều tra viên đặc biệt cho FBI, Will Graham trợ giúp để tìm một kẻ giết người sử dụng xác nạn nhân của mình làm phân bón để trồng nấm. Phóng viên Freddie Lounds (Lara Jean Chorostecki) dò dẫm xung quanh hiện trường vụ án và văn phòng của bác sĩ Lecter để viết một câu chuyện về Graham, mà kẻ giết người sử dụng để ở lại đi trước một bước của cuộc điều tra. Trong khi đó, Graham và Tiến sĩ Lecter thảo luận suy nghĩ của họ về trách nhiệm đối với Abigail Hobbs (Kacey Rohl), và Graham cũng phát hiện thủ phạm của vụ án này là người có chuyên môn trong ngành y. Kẻ giết người được tiết lộ là một dược sĩ, người săn các con mồi đến mua đơn thuốc chữa bệnh tiểu đường và bị ám ảnh bởi sự tương đồng giữa các cấu trúc của cây nấm và tâm thức con người. Graham chặn và bắn ông ta trong khi ông cố gắng bắt cóc Abigail Hobbs đang vẫn còn hôn mê. Trong một cuộc trao đổi với Lecter, Graham miễn cưỡng thừa nhận rằng anh rất thích giết Garret Jacob Hobbs; Lecter so sánh nó với một cảm giác thay Chúa hành đạo của Graham. |                   |                |                   |                                                                                  |                                            |             |                          |
| 3 | 3                 | "Potage"       | David Slade       | Story by: David Fury Teleplay by: David Fury and Chris Brancato and Bryan Fuller | 18 tháng 4 năm 2013                        | 102         | 3.51                     |
| Abigail Hobbs tỉnh dậy sau cơn hôn mê. Graham nghi ngờ Garret Jacob Hobbs, biệt danh "Minnesota Shrike" giết chết tám cô gái nhưng không phải hung thủ gây ra vụ cắm nạn nhân thứ chín trên đầu con hươu, anh vẫn tin, đó là của kẻ bắc chước, người đã gọi cuốc điện thoại cảnh báo Hobbs. Crawford vẫn giữ nghi ngờ Abigail Hobbs đồng loã giúp cha mình giết những cô gái, bất chấp sự phản đối của Tiến sĩ Bloom, Lecter và Graham. Freddie Lounds gặp anh trai của cô gái thứ chín và nói với anh ta Abigail đã ra khỏi bệnh viện. Lecter và Graham đưa Abigail về nhà, nơi cô và cô bạn hàng xóm Marrisa đối mặt với anh trai cô gái thứ chín, Nicholas Boyle. Ngày hôm sau Abigail được đưa đến cabin, tại đây họ đã tìm thấy Marrisa bị đâm trên đầu con nai. Trong nhà của mình, Abigail đã tìm thấy tóc của một trong các nhân bị cha mình nhét vào bao gối và đã giết Nicholas Boyle, một hành động mà Lecter cho rằng không thể xét là tự vệ. Lecter giúp cô che đậy vụ giết người, sau đó Abigail phát hiện ra Lecter là người đã gọi cuộc điện thoại. Lecter cho Abigail giữ bí mật của ông còn mình thì giữa hành vi giết người của cô. |                   |                |                   |                                                                                  |                                            |             |                          |
| 4 | 4                 | "Œuf"          | Peter Medak       | Jennifer Schuur                                                                  | 26 tháng 4 năm 2013 (Ấn Độ) Unaired (U.S.) | 104         | N/A                      |
| Hai gia đình bị giết hại, và người mẹ được xác định là bị giết cuối cùng. Điểm chung giữa hai gia đình là đều có con nằm trong danh sách mất tích một năm. Graham kết luận những đứa trẻ mất tích đang giết gia đình cũ của mình để đến với gia đình mới. Graham tiếp tục gặp tiến sĩ Lecter, anh tâm sự rằng ngay cả khi anh tìm được những cậu bé anh cũng không thể bù đắp được nỗi đau mất gia đình của chúng. Graham cũng bảo mình có tình cảm cha con với Abigail Hobbs, điều làm anh khó chịu. Lecter đã đưa Abigail ra khỏi bệnh viện, trái với ý muốn của tiến sĩ Bloom, về nhà của mình. Ông pha chế trà từ nấm psilocybin để giúp cô quên đi những cơn ác mộng. Bloom giúp Graham nhận ra rằng những đứa trẻ mất tích bị ảnh hưởng từ "người mẹ nuôi" và dùng những hình ảnh trong camera an ninh ở một tiệm tạp hoá để theo chân chúng đến Bắc Carolina. Họ đã ngăn chặt được một cậu bé sắp giết gia đình mình. |                   |                |                   |                                                                                  |                                            |             |                          |
| 5 | 5                 | "Coquilles"    | Guillermo Navarro | Story by: Scott Nimerfro Teleplay by: Scott Nimerfro and Bryan Fuller            | 25 tháng 4 năm 2013                        | 106         | 2.40                     |
| Một cặp vợ chồng bị sát hại được tìm thấy trong một phòng khách sạn, hai mảnh da sau lưng bị rạch ra như đôi cánh thiên thần và họ được đặt trong tư thế cầu nguyện. Dùng tóc dính trên gối nằm, đội BAU khám phá ra một số loại thuốc trị bệnh khối u não trong máu của kẻ giết người. Graham đoán rằng hung thủ đưa các nạn nhân thành thiên thần hộ mệnh để bảo vệ vì hắn sợ chết trong giấc ngủ. Trong khi đó Crawford và vợ Bella trở thành bệnh nhân mới của tiến sĩ Lecter. Bà miễn cưỡng nói với chồng bà rằng bà bị bệnh ung thư phổi giai đoạn cuối vì ông đã có quá nhiều lo lắng. Graham tiếp tục bị mộng du và mơ về những con hươu đã ám ảnh anh từ vụ án Hobbs. Anh tâm sự với Lecter rằng việc nhìn vào tâm trí hung thủ đang bắt đầu phá vỡ tinh thần mình và tiến sĩ Lecter lợi dụng nó để tạo khoảng cách giữa Graham và Crawford. Họ đã tìm ra nơi ẩn của hung thủ và đến đó nhưng hắn đã tự tử và tự biết mình thành một thiên thần. Trong quá trình điều tra, Crawford nhận ra lý do cho hành động không phải của vợ mình và ông hứa sẽ giúp bà vượt qua nó bằng mọi cách. |                   |                |                   |                                                                                  |                                            |             |                          |
| 6 | 6                 | "Entrée"       | Michael Rymer     | Story by: Kai Yu Wu Teleplay by: Kai Yu Wu and Bryan Fuller                      | 2 tháng 5 năm 2013                         | 107         | 2.61                     |
| Một y tá ở Bệnh viện tâm thần Baltimore dành cho tội phạm liên bang bị sát hại dã man bởi một bệnh nhân, tiến sĩ Abel Gideon, bằng cách của Chesapeake Ripper. Chesapeake Ripper đã không giết người trong hai năm trùng khớp với năm Gideon bị bắt giữ. Trong khi Graham đang suy xét xem Gideon có thực sự là Ripper hay không thì Crawford nhận được một cú điện thoại, nghi ngờ là của Ripper thật, phát tiếng nói của Mirriam Lass, thực tập sinh của Crawford được ông nhờ điều tra vụ án của Chesapeake Ripper đã mất tích hai năm trước. Bloom và Crawford thực hiện một thoả thuận với Freddie Lounds để cô viết một câu chuyện về Gideon nhằm dụ tên Ripper thật ra mặt. Trong bữa ăn tối với Bloom và Lecter, tiến sĩ Frederick Chilton, giám đốc bệnh viện Baltimore, nói ông đã nghi ngờ Gideon là Ripper; Lecter nghi ngờ Chilton đã gieo vào Gideon tư tưởng Gideon là Ripper và làm hắn tin như vậy. Sau đó Crawford nhận được một cuộc điện thoại nữa, họ đã điều tra ra nó xuất phát từ đài quan sát cũ. Crawford cùng Graham đến đó, họ thấy chiếc điện thoại của Lass nằm trong bàn tay một phần của cánh tay bị chặt đứt. Một hồi tưởng của Lecter cho thấy số phận của Lass. Cô đến thăm Lecter để hỏi về một bệnh nhân cũ, Jeremy Olmstead, người mà ông đã gặp khi làm bác sĩ thực tập và là nạn nhân mới nhất của Ripper lúc đó. Trong khi Lecter lấy cớ đi lấy nhật ký của mình cho Lass xem, cô tìm được một bức hình vẽ một người đàn ông bị thương giống với các vết thương của Olmstead. Lecter lặng lẽ bước đến từ phía sau và giết chết Mirriam Lass. Điều đó cho thấy hắn chính là Chesapeak Ripper. |                   |                |                   |                                                                                  |                                            |             |                          |
| 7 | 7                 | "Sorbet"       | James Foley       | Jesse Alexander & Bryan Fuller                                                   | 9 tháng 5 năm 2013                         | 105         | 2.62                     |
| Các BAU được gọi đến khi xác một người đàn ông được tìm thấy trong bồn tắm và thận của anh ta bị lấy đi. Graham phải xác định được đây là một vụ án khác hay do Chesapeak Ripper làm. Trong khi đó Crawford vẫn bị ám ảnh bởi việc phát hiện cánh tay của Mirriam Lass. Tiến sĩ Bloom cho rằng Crawford đã bị ám ảnh bởi việc truy bắt Ripper và đang đẩy Graham vào nguy hiểm khi dùng anh để tìm tung tích của Ripper. Lecter giết một bác sĩ cặn bã đã từng khám cho hắn và lấy trái tim của vị bác sĩ đó ra. Khi thi thể vị bác sĩ được tìm thấy trong xe buýt, Graham xác định đây mới là của Ripper thật và người trong bồn tắm không phải. Lecter giết thêm bốn người nữa và lấy đi từng bộ phận nội tạng khác nhau của họ để dùng vào bữa tiệc. Thông qua máy quay an ninh của một khách sạn, cảnh sát đã phát hiện được Devon Silvestri, một tài xế lái xe cứu thương đang muốn trở thành bác sĩ, là người đã giết người đàn ông trong bồn tắm và đang sắp giết thêm một người nữa. Nhưng Graham lại cho rằng chỉ có một Chesapeake Ripper là kẻ thực hiện tất cả các vụ giết người trừ người đầu tiên. |                   |                |                   |                                                                                  |                                            |             |                          |
| 8 | 8                 | "Fromage"      | Tim Hunter        | Jennifer Schuur and Bryan Fuller                                                 | 16 tháng 5 năm 2013                        | 108         | 2.46                     |
| Bệnh nhân Franklin Froideveaux của Lecter lo ngại người bạn Tobias của mình là một kẻ tâm thần nhưng nỗi ám ảnh của Franklin với Lecter lại liên quan đến phần sau hơn. Graham điều tra cái chết của một nhạc công Baltimore bị rạch cổ và một phần của cây đàn cello đưa vào trong cuống họng. Graham với sự hướng dẫn của Lecter nói đây là một kẻ giết người dạo khúc nhạc chiều khác. Tinh thần của Graham ngày càng mất ổn định khi anh nghe được tiếng của động vật (trong trí tưởng tượng) và tình cảm của mình dành cho Alana Bloom bị từ chối. Ban đầu, cô đã để cho Graham hôn cô nhưng rồi biết rằng sẽ rất tồi tệ nếu họ yêu nhau. Khi Franklin thú nhận với Lecter rằng Tobias đã nói với ông là hắn muốn cắt cổ họng người và chơi họ nhưng chơi vĩ cầm. Lecter đã gặp Tobias, hắn biết không chỉ có hắn là kẻ giết người (hắn đã biết Lecter là ai) và họ cho rằng mình có thể trở thành bạn bè. Lecter dẫn dụ Graham đến gặp Lecter và một lần nữa đặt Graham vào tình huống nguy hiểm. Graham cùng hai cảnh sát đến gặp Tobias. Hắn đã giết hai cảnh sát và suýt lấy mạng Graham. Sau đó, Tobias đến gặp Franklin lúc này đang có buổi chữa trị với Lecter. Lecter giết cả hai, Tobias và Franklin và nói dối với Crawford rằng Tobias đến giết Franklin và giết ông ta. Lecter nói chuyện với bác sĩ tâm lý của mình, tiến sĩ Bedelia Du Maurier, ông ta tin rằng ông ta đã tìm được một người bạn thực sự, là Will Graham. |                   |                |                   |                                                                                  |                                            |             |                          |
| 9 | 9                 | "Trou Normand" | Guillermo Navarro | Steve Lightfoot                                                                  | 23 tháng 5 năm 2013                        | 109         | 2.69                     |
| Một cột totem được dựng từ những cơ thể người khác nhau, từ vừa mới bị giết đến những xác chết trong các thập niên trước, được tìm thấy ở bãi biển và trong khi Graham đang điều tra hiện trường vụ án, anh đột nhiên thấy mình trong văn phòng của Lecter, ba giờ rưỡi trở đi, không có cách lý giải tại sao anh đến đó. Lecter nêu lên giả định, tâm trí của Graham đang cố thoát khỏi việc phải điều tra những tên giết người tàn bạo như thế. Freddie Lounds thuyết phục Abigail Hobbs để cô có thể viết một cuốn sách về Abigail và cha cô bé, và có được sự đồng ý từ Lecter và Graham. Cơ thể của Nicholas Boyle (người mà Abigail đã vô tình giết chết) được tìm thấy và lại làm cho Crawford nghi ngờ Abigail có tiếp tay cha mình. Xác trên cùng của cây cột totem người được xác định là của Joel Summers, con trai của Fletcher Marshall, bị giết gần đây nhất. Các vụ giết người được truy ra là của Lawrence Wells, người có quan hệ với vợ của Marshall và việc giết Summers là một tội ác của niềm đam mê. Wells bảo nhà tù là chốn nghỉ hươu tốt hơn hẳn các viện dưỡng lão. Tuy nhiên Graham nói với hắn rằng Summers không phải là con của Marshall mà chính là của Wells, hắn đã vô tình giết con mình. Graham kiểu tra tử thi của Boyle và suy ra được chính Abigail đã giết anh ta. Anh đã đến gặp Lecter. Lecter tiết lộ ông giúp Abigail để cô có thể có một tương lai khác. Graham miễn cưỡng làm thế để không cho Abigail trở nên giống cha cô. Abigail nói với Lecter cô có tiếp tay cho cha giết những nạn nhân giống như lời của Crawford bằng cách tiếp cận với các cô gái. |                   |                |                   |                                                                                  |                                            |             |                          |
| 10 | 10                | "Buffet Froid" | John Dahl         | Andy Black & Chris Brancato and Bryan Fuller                                     | 30 tháng 5 năm 2013                        | 110         | 2.40                     |
| Thi thể của Beth LeBeau được tìm thấy, với khuôn mặt bị rạch như một nụ cười Glasgow. Thần kinh Graham tiếp tục đi xuống, anh bị mất khái niệm thời gian và thay đổi hiện trường vụ án. Lecter đưa anh đến một nhà thần kinh học, một đồng ngiệp cũ, tiến sĩ Sutcliffe. Một vài xét nghiệm cho thấy Graham bị khối u não nhưng Lecter gây áp lực với Sutcliife và ông ta không muốn cho Graham biết để có thể tiếp tục điều trị cho anh. Graham đến nhà LeBeau, tại nơi đây ông bị kẻ giết người tấn công, nhưng Graham đã để lạc mất cô ta. Hung thủ được xác định là Georgia Madchen, một cô gái trẻ, ít giao tiếp xã hội và bị chứng Cotard, một chứng rối loạn thần kinh ảo tưởng cô không nhìn thấy mặt con người. Cô cắt gương mặt của LeBeau (người bạn thân nhất của mình) vì cô đã làm cho LeBeau nghĩ mình là một người không đáng tin cậy. Cô trở nên quan tấm đến Graham sau cuộc gặp gỡ và theo anh đến văn phòng tiến sĩ Sutcliffe. Graham thuyết phục cô rằng cô vẫn còn sống và không ở một mình, và Georgia được đưa vào bệnh viện để điều trị. Tiến sĩ Lecter mới là người giết Sutcliffe nhưng Georgia mới được cho là giết Sutcliffe khi theo chân Graham. |                   |                |                   |                                                                                  |                                            |             |                          |
| 11 | 11                | "Rôti"         | Guillermo Navarro | Steve Lightfoot and Bryan Fuller & Scott Nimerfro                                | 6 tháng 6 năm 2013                         | 111         | 2.36                     |
| 12 | 12                | "Relevés"      | Michael Rymer     | Chris Brancato and Bryan Fuller                                                  | 13 tháng 6 năm 2013                        | 112         | 2.10                     |
| 13 | 13                | "Savoureux"    | David Slade       | Steve Lightfoot and Bryan Fuller & Scott Nimerfro                                | 20 tháng 6 năm 2013                        | 113         | 1.98                     |

### Phần 2 (2014)
- Lưu ý: Tiêu đề của các tập phim được đặt theo tên các món ăn trong Ẩm thực Nhật Bản và có ý nghĩa tương ứng.

| STT Các tập phim | STT Lần phát hành | Tiêu đề      | Đạo diễn        | Biên kịch                                                                                        | Ngày công chiếu     | Mã sản phẩm | Lượng xem tại Mỹ (triệu) |
| ---------------- | ----------------- | ------------ | --------------- | ------------------------------------------------------------------------------------------------ | ------------------- | ----------- | ------------------------ |
| 14               | 1                 | "Kaiseki"    | Tim Hunter      | Bryan Fuller & Steve Lightfoot                                                                   | 28 tháng 2 năm 2014 | 201         | 3.27                     |
| 15               | 2                 | "Sakizuke"   | Tim Hunter      | Jeff Vlaming and Bryan Fuller                                                                    | 7 tháng 3 năm 2014  | 202         | 2.50                     |
| 16               | 3                 | "Hassun"     | Peter Medak     | Jason Grote and Steve Lightfoot                                                                  | 14 tháng 3 năm 2014 | 203         | 2.47                     |
| 17               | 4                 | "Takiawase"  | David Semel     | Scott Nimerfro & Bryan Fuller                                                                    | 21 tháng 3 năm 2014 | 204         | 2.69                     |
| 18               | 5                 | "Mukōzuke"   | Michael Rymer   | Ayanna A. Floyd and Steve Lightfoot & Bryan Fuller                                               | 28 tháng 3 năm 2014 | 205         | 3.49                     |
| 19               | 6                 | "Futamono"   | Tim Hunter      | Story by: Andy Black Teleplay by: Andy Black and Bryan Fuller & Scott Nimerfro & Steve Lightfoot | 4 tháng 4 năm 2014  | 206         | 2.18                     |
| 20               | 7                 | "Yakimono"   | Michael Rymer   | Steve Lightfoot and Bryan Fuller                                                                 | 11 tháng 4 năm 2014 | 207         | 2.25                     |
| 21               | 8                 | "Su-zakana"  | Vincenzo Natali | Scott Nimerfro and Bryan Fuller & Steve Lightfoot                                                | 18 tháng 4 năm 2014 | 208         | 2.80                     |
| 22               | 9                 | "Shiizakana" | Michael Rymer   | Jeff Vlaming                                                                                     | 25 tháng 4 năm 2014 | 209         | 2.45                     |
| 23               | 10                | "Naka-Choko" | TBA             | TBA                                                                                              | 2 tháng 5 năm 2014  | 210         | 2.28                     |
| 24               | 11                | "Kō No Mono" | David Slade     | Jeff Vlaming & Andy Black                                                                        | 9 tháng 5 năm 2014  | 211         | 1.95                     |
| 25               | 12                | "Tome-wan"   | TBA             | TBA                                                                                              | 16 tháng 5 năm 2014 | 212         | 2.32                     |
| 26               | 13                | "Mizumono"   | David Slade     | Steve Lightfoot                                                                                  | 23 tháng 5 năm 2014 | 213         | 2.35                     |